# Canthigaster bennetti
Canthigaster bennetti е вид лъчеперка от семейство Tetraodontidae. Видът не е застрашен от изчезване.

## Разпространение и местообитание
Разпространен е в Австралия, Американска Самоа, Британска индоокеанска територия, Вануату, Гуам, Еквадор (Галапагоски острови), Индия, Индонезия, Кения, Кирибати (Лайн и Феникс), Китай, Кокосови острови, Коморски острови, Мавриций, Мадагаскар, Майот, Малайзия, Малдиви, Малки далечни острови на САЩ (Атол Джонстън, Остров Бейкър и Хауленд), Маршалови острови, Микронезия, Мозамбик, Науру, Ниуе, Нова Каледония, Остров Рождество, Острови Кук, Палау, Папуа Нова Гвинея, Параселски острови, Провинции в КНР, Реюнион, Самоа, САЩ (Хавайски острови), Северни Мариански острови, Сейшели, Сингапур, Соломонови острови, Сомалия, Острови Спратли, Тайван, Танзания, Токелау, Тонга, Тувалу, Уолис и Футуна, Фиджи, Филипини, Френска Полинезия, Хонконг, Шри Ланка, Южна Африка, Южна Корея и Япония.
Среща се на дълбочина от 0,6 до 15 m, при температура на водата от 24,7 до 29,1 °C и соленост 34 – 36,2 ‰.

## Описание
На дължина достигат до 10 cm.